# Barbara Crane
Barbara Crane (* 19. März 1928 in Chicago, Illinois; † 7. August 2019 ebenda) war eine amerikanische Fotografin, deren Karriere sich über mehr als siebzig Jahre erstreckte. Ihr Werk zeichnet sich durch die kontinuierliche Erforschung neuer fotografischer Techniken und Ausdrucksformen aus, darunter Gelatinesilber- und Digitaldrucke, Polaroid-Sofortbilder, fotografische Transfers, Platin-Palladium-Abzüge sowie Farb- und Schwarzweißfotografien.

## Leben
Barbara Crane wurde in Chicago geboren und interessierte sich schon früh für Fotografie. Sie machte ihren Bachelor in Kunstgeschichte am Mills College in Kalifornien und ihren Master am Illinois Institute of Technology. In den 1960er Jahren setzte sie ihre Ausbildung bei Aaron Siskind am Institute of Design in Chicago fort. Von 1967 bis 1995 war sie Professorin für Fotografie am Art Institute of Chicago. Barbara Crane war mit dem Architekten John Miller verheiratet.

## Stil und künstlerische Einflüsse
In ihrem Werk verbinden sich Elemente der amerikanischen straight photography mit experimentellen Ansätzen, die von der europäischen Avantgarde beeinflusst sind. Die Chicago School, insbesondere die Lehren von Aaron Siskind, prägen ihre Arbeitsweise. Barbara Cranes Fotografien zeichnen sich durch die Verbindung von technischer Präzision und künstlerischer Freiheit aus. Ihr Interesse an Sequenzen und Serien, an Zufall und Disziplin wurde von verschiedenen Kunstströmungen wie dem Strukturalismus und der Konzeptkunst inspiriert. Einflüsse von John Cage, Henri Matisse, Merce Cunningham und dem Experimentalfilm flossen in ihr Werk ein.
Ein wiederkehrendes Thema in Cranes Werk war der urbane Raum, insbesondere die Stadt Chicago und ihre Bewohner. Sie dokumentierte Stadtlandschaften und Menschen in einem einzigartigen Stil, der oft abstrakte Formen und unkonventionelle Perspektiven beinhaltete.

## Rezeption und Ausstellungen
Barbara Cranes Werke sind in zahlreichen öffentlichen und privaten Sammlungen in den USA vertreten, während sie in Europa weniger bekannt ist. Im Jahr 2009 wurde ihr eine große Retrospektive im Chicago Cultural Center, im Amon Carter Museum in Texas und im Griffin Museum of Photography in Massachusetts gewidmet.